# Граф Суррей
Граф Суррей (англ. Earl of Surrey) — один з середньовічних дворянських титулів в Англії. З 1660 р. і до сьогодні він постійно належить герцогам Норфолк.

## Історія титулу
Вперше титул графа Суррей був наданий у 1088 р. нормандському лицару Вільгельму де Варенну, учаснику битви при Гастінгсі та нормадського завоювання Англії. Оскільки в самому Сурреї земельні володіння у Вільгельма та його нащадків були незначними, носіїв цього титулу іноді називають графами Варенн. Пряма лінія нащадків Вільгельма закінчилась у 1199 р. зі смертю Ізабелли де Варенн, 4-ї графині Суррей. Після цього графський титул перейшов до її четвертого чоловіка Гамеліна, зведеного брата англійського короля Генріха ІІ, який теж прийняв прізвище де Варенн. Ця лінія, в свою чергу, обірвалася у 1347 р., після чого графом Суррей став племінник Джона де Варенна, 8-го графа, Річард Фіц-Алан, 10-й граф Ерандел. За участь у повстаннях проти короля Річарда ІІ, Фіц-Алани були позбавлені титулу графа Суррея у 1397 р., але після приходу до влади Генріха Ланкастерського, чиїм активним прихильником був Томас Фіц-Алан, у 1400 р. йому було повернуто титул графа Суррея. В цей перехідний період (1397—1400) існував титул герцога Суррея, що належав одному з соратників Річарда ІІ Томасу Холанду. Після смерті бездітного Томаса Фіц-Алана титул перестав існувати.

У 1451 р. відбулась друга креація титулу графа Суррея. Його власником став Джон Мобрей, який пізніше успадкував титул герцога Норфолка. Після цього, у 1483 р., титул графа Суррея був наданий Томасу Говарду. який теж пізніше (у 1514 р.) успадкував титул герцога Норфолка. Його нащадки носять цей титул і на сьогоднішній день. В історії герцогів Норфолк, що традиційно належать до Католицької церкви, в період Реформації було декілька конфіскацій титулів та володінь, але завжди вони повертались назад англійськими королями. Традиційно титул графа Суррея використовується спадкоємцями герцогського титулу Норфолків до його успадкування.

## Список графів Суррей

### Графи Суррей, перша креація (1088)
- Вільгельм де Варенн, 1-й граф Суррей (1088);
- Вільгельм де Варенн, 2-й граф Суррей (1088—1138), син попереднього;
- Вільгельм де Варенн, 3-й граф Суррей (1138—1148), син попереднього;
- Ізабелла де Варенн, 4-я графиня Суррей (1148—1199), дочка попереднього;
- Гамелін де Варенн, 5-й граф Суррей (1199—1202), чоловік попередньої;
- Вільям де Варенн, 6-й граф Суррей (1202—1240), син попереднього;
- Джон де Варенн, 7-й граф Суррей (1240—1305), син попереднього;
- Джон де Варенн, 8-й граф Суррей (1305—1347), онук попереднього;
- Річард Фіц-Алан, 10-й граф Ерандел, 9-й граф Суррей (1347—1376), племінник попереднього;
- Річард Фіц-Алан, 11-й граф Ерандел, 10-й граф Суррей (1376—1397), син попереднього, титул конфискований у 1397 р.;
- Томас Фіц-Алан, 12-й граф Ерандел, 11-й граф Суррей (1400—1415), син попереднього, титул відновлений у 1400 р.

### Графи Суррей, друга креація (1451)
- Джон Мобрей, 1-й граф Суррей (1451—1476), 3-й герцог Норфолк

### Графи Суррей, третя креація (1483)
- Томас Говард, 1-й граф Суррей (1483—1524), з 1514 р. — 2-й герцог Норфолк;
- Томас Говард, 3-й герцог Норфолк, 2-й граф Суррей (1524—1547, 1553—1554), син попереднього, титул конфіскований у 1547 р., відновлений у 1553 р.;
- Томас Говард, 4-й герцог Норфолк, 3-й граф Суррей (1554—1572), онук попереднього, титул конфискований у 1572 р.;
- Томас Говард, 21-й граф Ерандел, 4-й граф Суррей (1604—1646), онук попереднього, титул відновлений у 1604 р.;
- Генріх Фредерік Говард, 22-й граф Ерандел, 5-й граф Суррей (1604—1652), син попереднього;
- Томас Говард, 6-й граф Суррей (1652—1677), з 1660 г. — 5-й герцог Норфолк, син попереднього.